# Galerina heimansii
Galerina heimansii är en svampart som beskrevs av Reijnders 1959. Enligt Catalogue of Life ingår Galerina heimansii i släktet Galerina,  och familjen Strophariaceae, men enligt Dyntaxa är tillhörigheten istället släktet Galerina,  och familjen buktryfflar. Artens status i Sverige är: Ej påträffad. Inga underarter finns listade i Catalogue of Life.